# Ctenobelba foliata
Ctenobelba foliata är en kvalsterart som beskrevs av Hammer 1961. Ctenobelba foliata ingår i släktet Ctenobelba och familjen Ctenobelbidae. Inga underarter finns listade i Catalogue of Life.